# Un mundo para Raúl
| imagen = 
Un mundo para Raúl  es un cortometraje dramático mexicano. El tiempo de duración del cortometraje es de 15 minutos. Fue escrito y dirigido por Mauro Mueller, y producida por Laura Pino e Iván Madeo. Ganó un Premio Óscar Estudiantil en 2013. La película fue filmada con una Sony F3 por el director de fotografía César Gutiérrez Miranda. El cortometraje fue incluido en el DVD Boys on Film 14: Worlds Collide.

## Sinopsis
En la película, se le pide a Raúl (Alexandré Barceló) de trece años en México que entretenga al hijo del terrateniente local, Hernán, interpretado por Adrián Alonso. Pronto, comienza un juego de poder y orgullo entre los dos chicos de diferentes clases sociales. La película es una historia sobre la mayoría de edad.

## Reparto
- Alexandré Barceló como Raúl
- Adrián Alonso como Hernán
- Gerardo Taracena como Juan, el padre de Raúl
- Roberto Luis Meza como el Sr. Tamero, padre de Hernán
- Adriana Paz como la madre de Raúl

## Premios
Mauro, un estudiante de la Escuela de Artes de la Universidad de Columbia de 28 años en ese momento, ganó en la categoría narrativa de los Premios Óscar Estudiantiles. La película también ganó el premio al Mejor Cortometraje Dramático en el NY Shortsfest, 2013, a Mejor Cortometraje Estudiantil en el Aspen Shortsfest en 2013, el Premio Especial del Jurado de CINE (CINE Golden Eagle Film & Video Competition) de 2013, el premio a Mejor película en cortometraje hammer to nail concurso de 2012, el Premio CINE Golden Eagle en 2012 y a Mejor película de ficción en Skena Up, también en 2012.  La película también fue ganadora del Golden Horseman en la categoría de Mejor Cortometraje de Ficción en el Filmfest Dresden.
Otros premios:
- Mejor Guion en el Festival de las Naciones en Lenzing, Austria 2014
- Premio Sol de Oro del Jurado en el Festival de Mejor Cortometraje de La Ciotat, 2013
- Premio del Jurado al Mejor Cortometraje Narrativo en el Polari Film Festival Austin, 2013
- Mejor Ficción en Festival LA de Video y Artes Audiovisuales Rosario 2013
- Mejor Cortometraje Dramático en Long Beach QFilm Festival, 2013
- Premio a los próximos talentos en Solothurner Filmtage, 2013
- Concurso Accolade, Premios a la Excelencia, 2012
- Student Select Best Writing Award en el Festival de Cine de la Universidad de Columbia 2012
- Premio IFP Audience Choice en el Festival de Cine de la Universidad de Columbia 2012
- Selección de profesores + Selección de estudiantes en el Festival de Cine de la Universidad de Columbia 2012
- Premio Big Beach al Mejor Director en el Festival de Cine de la Universidad de Columbia 2012

## Lanzamiento
El 15 de julio de 2012, la película tuvo su estreno mundial en el Festival de Cine Outfest en Los Ángeles. La película tuvo su estreno europeo en el 28° Festival Internacional de Cine de Varsovia en octubre de 2012 en la sección Competición de Cortometrajes y en México en el Festival Internacional de Cine de Morelia en noviembre de 2012. La película pasó a proyectarse en el Solothurn Film Festival, el Aspen Shortsfest y el Festival Internacional de Cortometrajes de Palm Springs.